# Фридович, Дэвид
Дэвид П. Фридович (англ. David P. Fridovich) — американский военный деятель, генерал-лейтенант армии США в отставке. Бывший заместитель командующего Командования специальных операций США (2010—2011), и командир Центра специальных операций при Командовании специальных операций Вооруженных сил США (2007—2010).

## Образование
Фридович имеет степень бакалавра в области международных отношений Колледжа Нокса в штате Иллинойс (1974), и степень магистра в области политологии университета Тулейн (1976). Его военное образование включает в себя учебу в Командно-штабном колледже армии США и Королевском колледже оборонных исследований Великобритании.

## Военная карьера
С октября 1976 по август 1980 г. проходил службу в качестве командира стрелкового взвода и заместителя командира роты «B», командира разведывательного взвода роты боевого обеспечения и командира роты «А» в составе 1-го батальона 60-го пехотного полка 172-й отдельной бригады легкой пехоты, расквартированной в Форт-Ричардсон, Аляска.
В сентябре 1980 - апреле 1981 г. учился на Курсах усовершенствования пехотных офицеров в Форт-Беннинг.
С апреля 1981 по июнь 1984 г. ассистент профессора военных наук 1-го регионального корпуса подготовки офицеров резерва при университете Норвича в Вермонте.
В июле - ноябре 1984 г. учился на курсах квалификационной подготовки офицеров сил специальных операций Армии США.
С ноября 1984 по июнь 1988 г. служил командиром оперативного отряда «А», и командиром роты «B», а затем офицером по операциям в 3-м батальоне 1-й группы специального назначения армии США в Форт-Льюис, Вашингтон.
В июле 1988 - июне 1989 г. учился в Командно-штабном колледже армии США в Форт-Ливенуорт, Канзас.
С июня 1989 по июнь 1991 г. офицер по учебно-тренировочной работе, офицер по совместным операциям C3/J3 в штабе Командования объединённых ВС в Республике Корея.
В июне 1991 - июне 1993 старший наблюдатель/инспектор, затем начальник отдела специальных операций оперативной группы в Объединённом учебном центре отработки вопросов боевой готовности, Литлл-Рок, Канзас.
В июне 1993 - июне 1995 начальник учебно-тренировочного отдела Командования специальных операций Тихоокеанского командования вооружённых сил США.
С июня 1995 по май 1997 командир 2-го батальона 3-й группы специального назначения армии США в Форт-Брэгг. Принимал участие в операции «Поддержка демократии» на Гаити.
С мая 1997 по ноябрь 1998 помощник заместителя начальника штаба по операциям, затем заместитель начальника штаба по операциям Командования специальных операций армии США.
С ноября 1998 по ноябрь 1999 учился в Королевском колледже оборонных исследований Великобритании.
В ноябре 1999 - июле 2000 командир Многонациональной объединенной тактической группы специальных операций Сил стабилизации НАТО в Боснии и Герцеговине.
В августе 2000 - июле 2002 командир 1-й группы специального назначения армии США в Форт-Льюис. Одновременно командовал тактической группой специальных операций «Филиппины».
В августе 2002 - январе 2005 заместитель начальника штаба по операциям Тихоокеанского командования вооружённых сил США.
В январе 2005 - июле 2007 возглавлял Командование специальных операций Тихоокеанского командования вооружённых сил США.
В июле 2007 - июне 2010 возглавлял Центр специальных операций в составе Командования специальных операций США, военный центр для всей борьбы с терроризмом, а также управлением специальными операциями в Афганистане и Ираке.
С июля 2010 по ноябрь 2011 г.  заместитель командующего Командования специальных операций США
С 14 ноября 2011 г. в отставке.

## Присвоение воинских званий
- Второй лейтенант — 2 июня 1976
- Первый лейтенант — 2 июня 1978
- Капитан — 1 августа 1980
- Майор — 1 июня 1987
- Подполковник — 1 февраля 1993
- Полковник — 1 ноября 1998
- Бригадный генерал — 1 января 2004
- Генерал-майор — 28 декабря 2006
- Генерал-лейтенант — 3 июля 2007

## Награды и знаки отличия
- Медаль «За отличную службу» Министерства обороны
- Орден «Легион Почёта»
- Медаль «За похвальную службу» Министерства обороны с тремя бронзовыми дубовыми листьями
- Медаль похвальной службы с двумя бронзовыми дубовыми листьями
- Похвальная медаль армии с тремя бронзовыми дубовыми листьями
- Медаль «За достижения» Объединенного командования
- Знак отличного стрелка-пехотинца
- Знак мастера-парашютиста
- Нарукавная нашивка Сил специальных операций Армии США